# 毛皮の帽子と胴鎧の若者
『毛皮の帽子と胴鎧の若者』（けがわのぼうしとどうよろいのわかもの, 蘭: Een jonge man met een bontmuts en een kuras, 英: A Young Man in a Fur Cap and a Cuirass）は、オランダ黄金時代の画家カレル・ファブリティウスが1654年に制作した絵画である。油彩。ファブリティウスは1641年から1643年までレンブラント・ファン・レインに弟子入りし、レンブラントの生徒の中で最も才能ある画家の1人に成長したが、わずか32歳で死去した。現存する作品は約10点程度しか残されていない。本作品はファブリティウスの自画像と考えられ、死去した年に制作された。現在はロンドンのナショナル・ギャラリーに所蔵されている。

## 作品

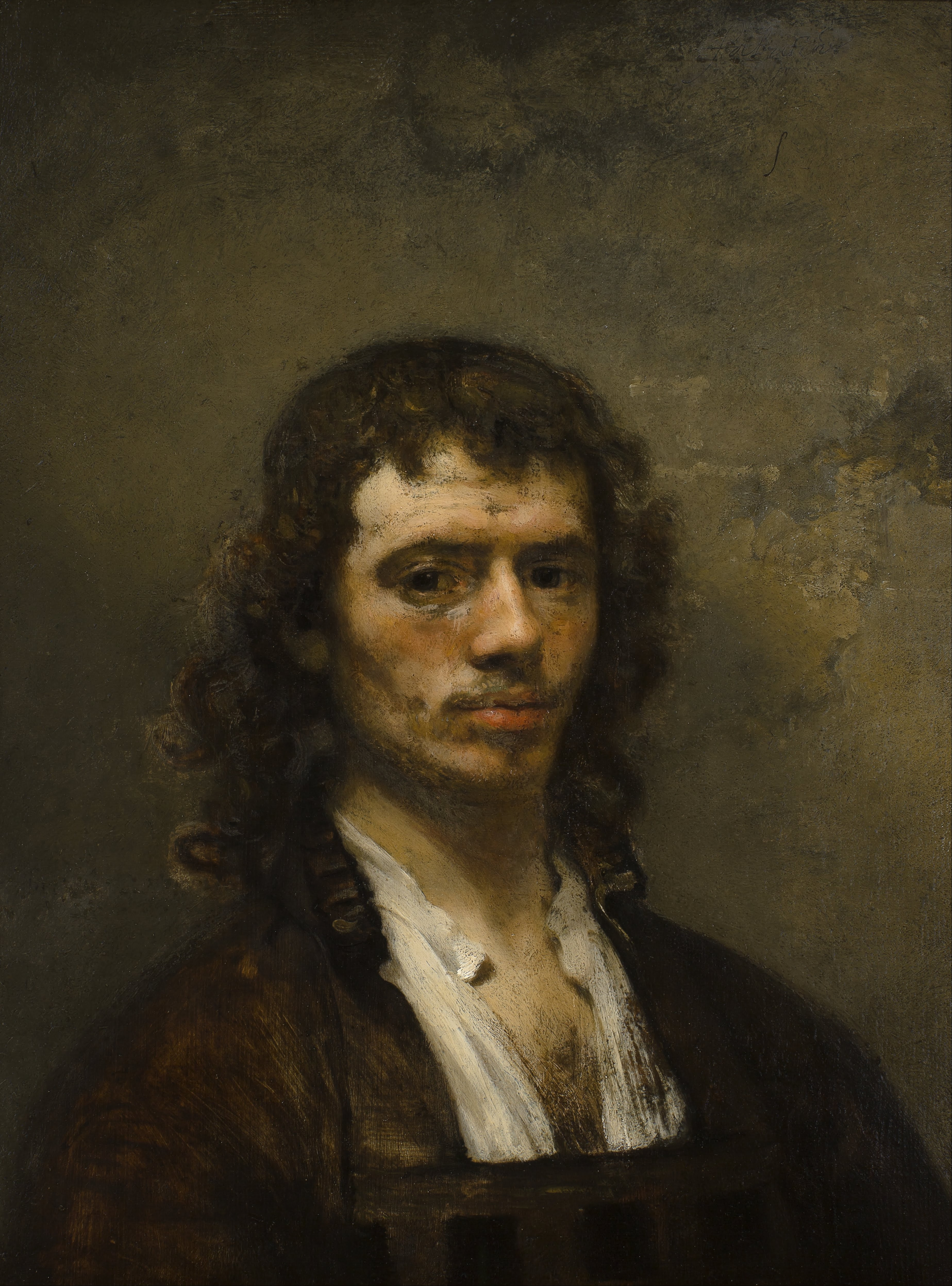
レンブラントの下での修業を終えた頃の1645年頃の『自画像』。ボイマンス・ヴァン・ベーニンゲン美術館所蔵。

ファブリティウスは若い兵士の肖像を描いている。若者は胴体に金属製の防具を身に着け、巻き毛の頭に毛皮の帽子を被り、鑑賞者の側を強い視線で見つめている。若者が身に着けている防具はキュイラス（胴鎧）と呼ばれるもので、胸当てが胴体の前面だけを守るのに対し、胴体の前面と背面を守ることができる。現在の題名は後代のもので、曖昧に描かれた帽子は正しく言い表されていない可能性がある。署名と日付は画面右下に描き込まれている。
文書として記録が残されていないため確証はないが、ロッテルダムのボイマンス・ヴァン・ベーニンゲン美術館所蔵の『自画像』（Zelfportret）との類似が指摘されており、ファブリティウスの自画像だろうと考えられている。鑑賞者に向けた視線の強さとその姿勢は、初期のレンブラントと弟子たちによって制作された自画像を連想させる。またレンブラントは1630年代に自らを兵士として描いているため、兵士の胴鎧を含む衣装もこの慣習に合致している。本作品は肖像画として描かれているが、ジャンルとしてはトローニーと呼ばれるオランダで人気があったタイプのものであり、様々な職種の人物や物語の登場人物の図像が描かれ、画家たちは自らをモデルにトローニーを制作することも少なくなかった。ファブリティウスもまた自ら兵士の姿をして、兵士を描いたトローニーとして制作したと考えられている。

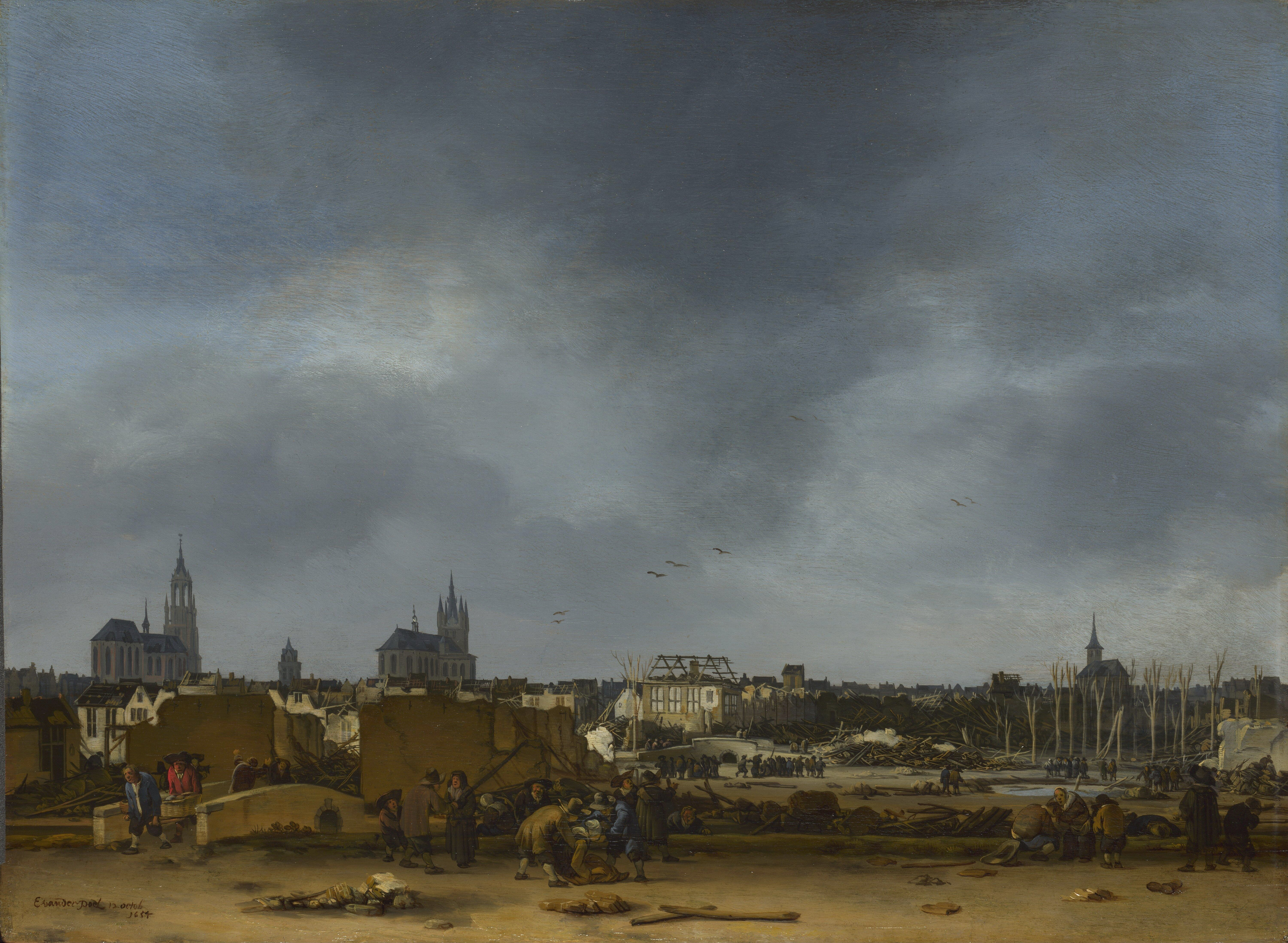
エフベルト・ファン・デル・プールの『1654年の爆発後のデルフトの眺め』。爆発事故後のデルフトの風景を描いている。ナショナル・ギャラリー所蔵。

本作品はファブリティウスがレンブラントの工房を離れてから10年後、独自の様式を発展させたことをはっきりと示している。ファブリティウスの色彩の範囲はレンブラントよりも明るく、照明は劇的ではない。実際に本作品はレンブラントの多くの自画像とは対照的である。ファブリティウスはレンブラントの深く暗い背景から浮かび上がって見える明暗の描写の代わりに、明るくはあるが曇天を背景に自身を置いている。この背景選択は非常に珍しく、特に鑑賞者の視点が肖像の若者よりも低いために、独自の劇的な感覚を生み出している。この明るい色彩とより風通しの良い雰囲気は、おそらくファブリティウスが1650年にアムステルダムから移ったデルフトの画家たちの影響を示している。
しかしデルフトへの移住はファブリティウスの命を失わせることになった。本作品を制作した1654年の10月12日、デルフトの火薬貯蔵庫の1つが爆発し、ファブリティウスの工房のあった市街地の大部分を破壊した。ファブリティウスは瓦礫の中から発見されたが、この事故が原因で死去し、またファブリティウスの絵画の多くが失われたと考えられている。

## 来歴
1924年12月12日、ロンドンのクリスティーズの競売で、ナショナル・ギャラリーによって購入された。

## ギャラリー
兵士として描かれた自画像の例

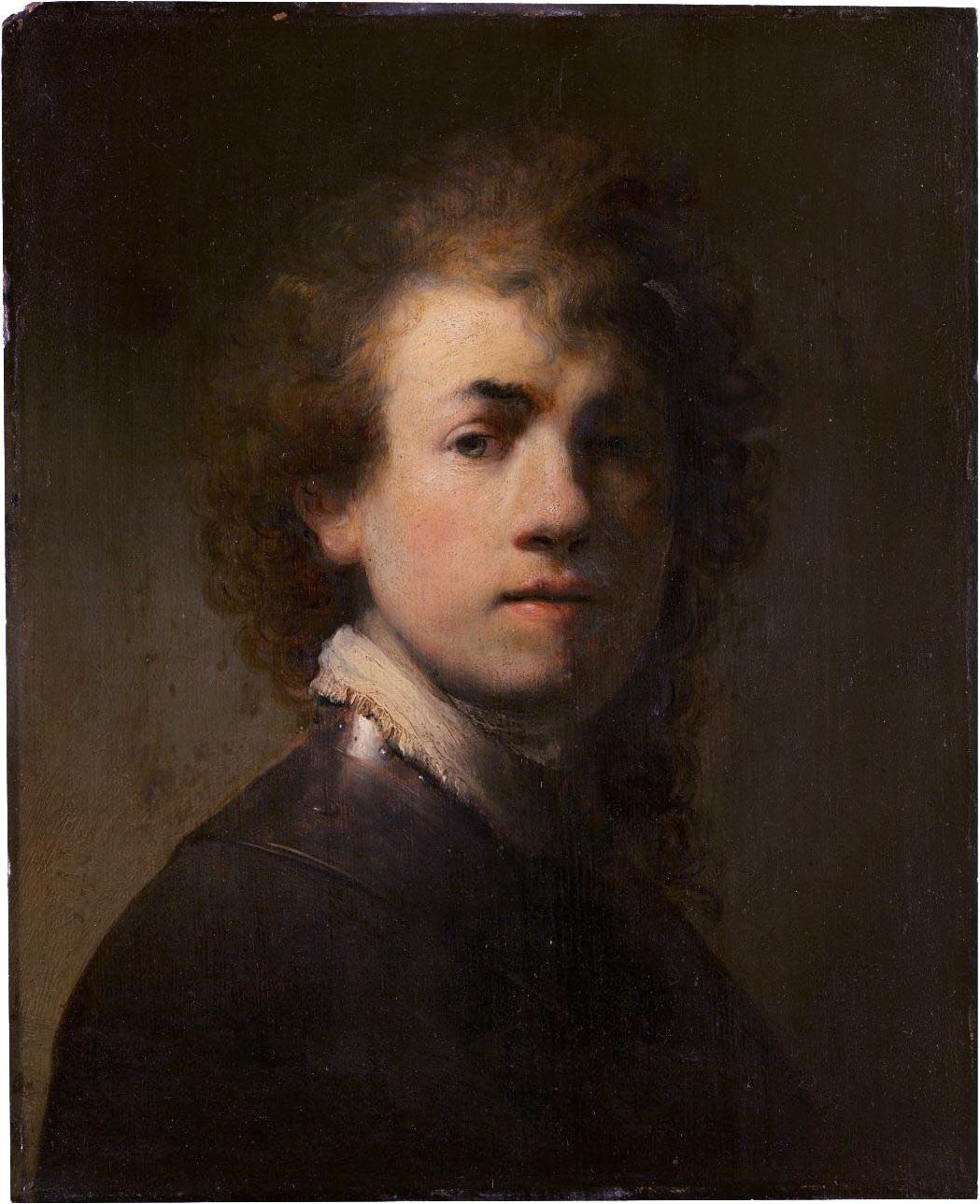
レンブラント・ファン・レイン『首当てをつけた自画像』1629年頃 ゲルマン国立博物館所蔵
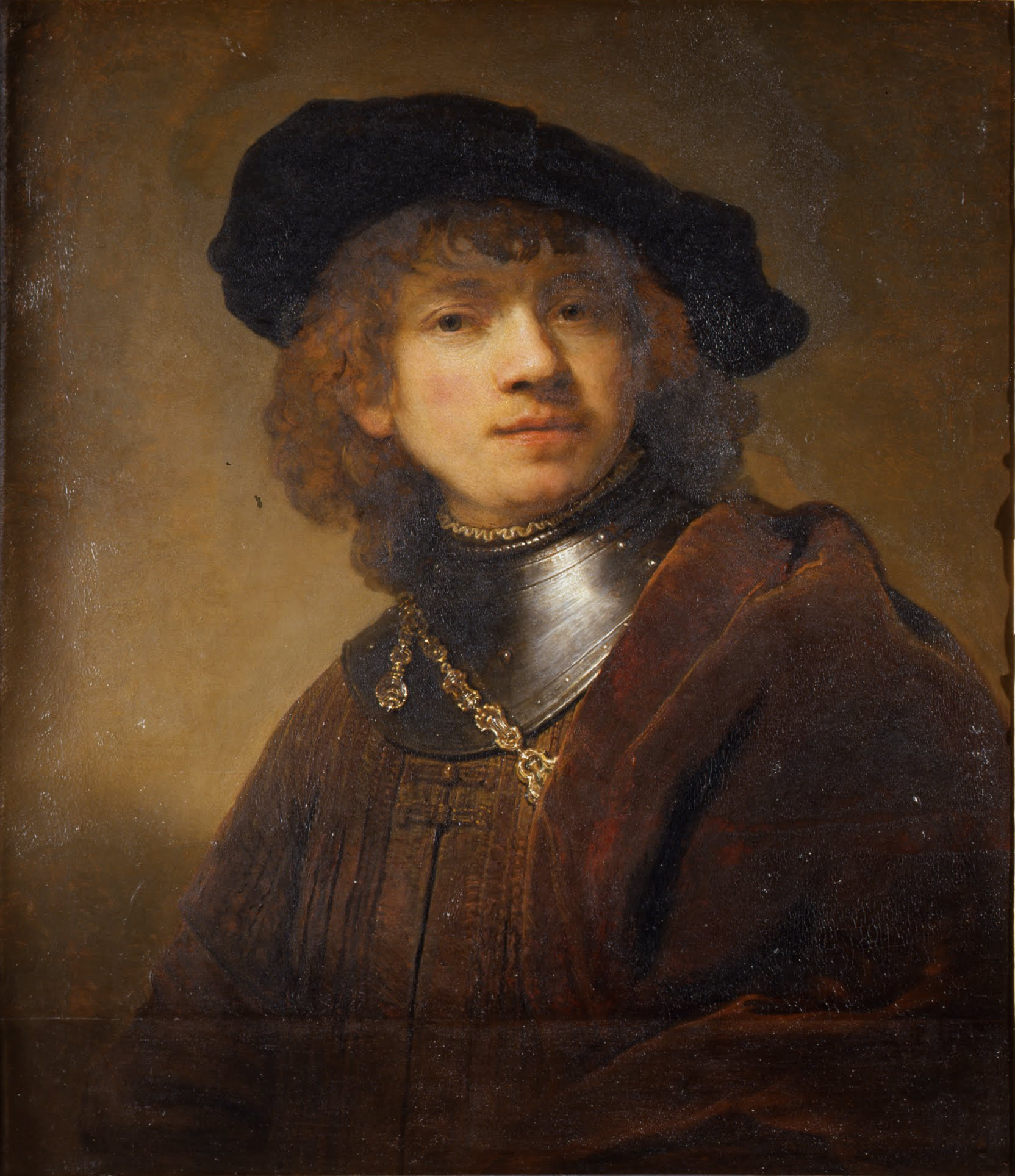
レンブラント・ファン・レイン『首当てとベレー帽の若者としてのトローニー』1639年–1640年 ウフィツィ美術館所蔵